# 객리단길

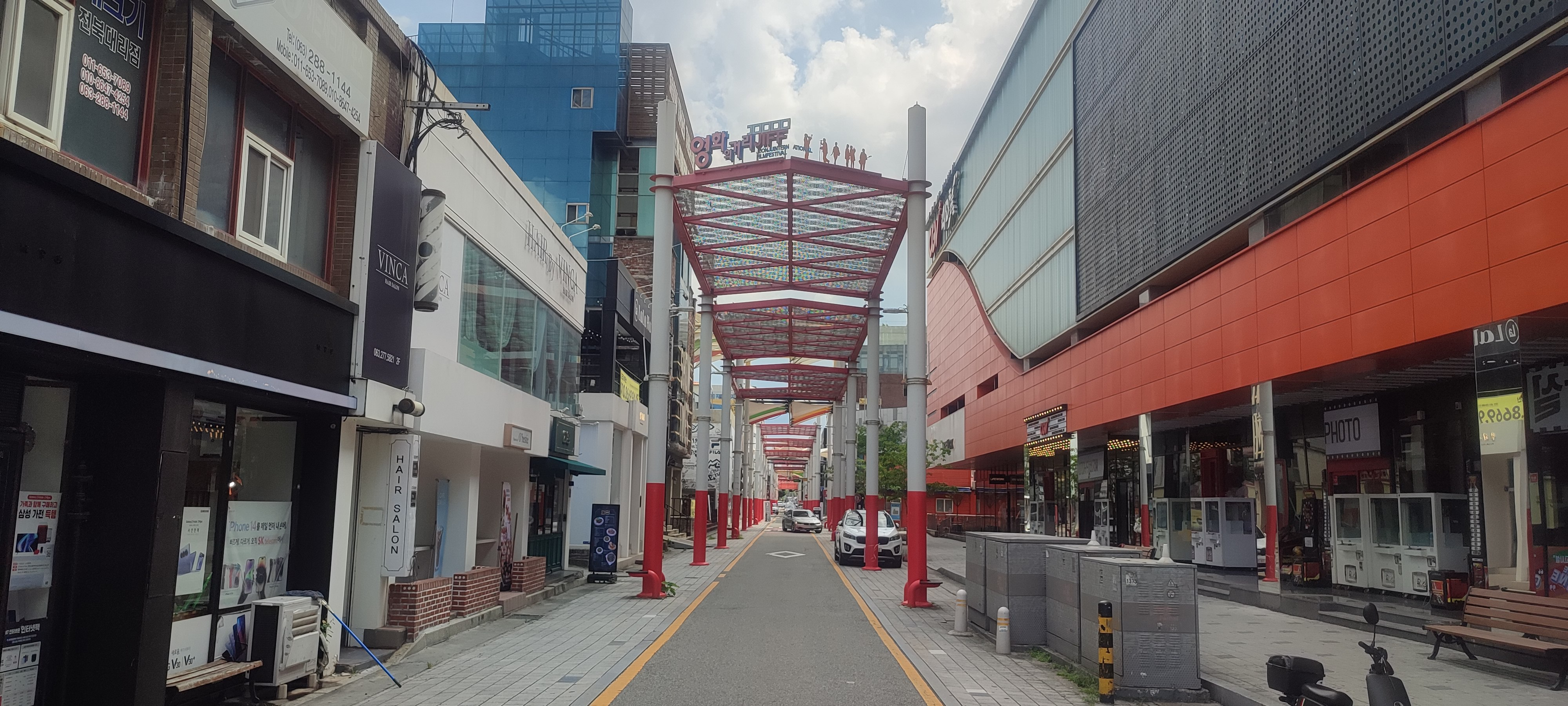
전주 영화의 거리

객리단길(客理團길, Gaengnidan-gil) 혹은 객사길(客舍길, Gaeksa-gil)은 완산구 중앙동과 고사동에 위치해있다. 북쪽중앙시장 야식거리엔 연탄구이김밥쌈으로 유명한 대한민국 최초의 야식집인 오원집과 더불어, 고삐막창,목우촌막창,닭내장등 유명한 곳들이 있고, 남쪽엔 남부시장 조점례순대국,엄마손 해장국,운암식당,우정식당등이 오랜기간 영업하고 있는데 2015년부터 낙후되어가는 원도심에 상권 객사옆 객리단길 식당, 커피점, 영화관, 게스트하우스 등이 유명해지고, 젊은이들의 유동 인구가 많아졌다.

## 명소
- 전주한옥마을
- 전주 객사
- 풍남문
- 전주 영화의 거리
- 오거리 문화광장
- 차이나거리
- 전주 웨딩의 거리
- 전주공구거리
- 청소년문화의거리
- 풍년제과

## 같이 보기
- 번화가
- 전주국제영화제
- 경리단길
- 망리단길
- 송리단길
- 해리단길
- 범리단길
- 전리단길
- 평리단길
- 봉리단길
- 동리단길
- 꽃리단길
- 황리단길